# Drag Kids
Drag Kids es un documental canadiense, dirigido por Megan Wennberg y estrenado en 2019. La película se centra en Queen Lactatia, Laddy GaGa, Suzan Bee Anthony y Bracken Hanke, cuatro niños pequeños de Canadá, Estados Unidos y Europa que actúan como artistas drag y actuaron juntos por primera vez en Fierté Montréal en 2018.
La película se estrenó el 28 de abril de 2019 en el Festival Internacional de Documentales Canadiense Hot Docs en Toronto. Junto con su estreno, las estrellas actuaron en un brunch de drag organizado por la librería Glad Day de la ciudad. También se proyectó en el Inside Out Film and Video Festival el mes siguiente, y fue anunciado como el ganador del premio del festival a la Mejor Película Canadiense.
La película tuvo su estreno transmitido en Documentary Channel el 25 de julio de 2019. Al mismo tiempo que su estreno transmitido, se agregó a la plataforma de transmisión CBC Gem de Canadian Broadcasting Corporation.
Su debut en Estados Unidos fue el 24 de octubre de 2019 en el NewFest en la ciudad de Nueva York. La película se estrenó al público en 2020.